# Daniel Cadet
Pour les articles homonymes, voir Cadet.
Daniel « Goebbels » Cadet, né le 4 janvier 1960 à Port-au-Prince, est un footballeur haïtien. Surnommé Ti Nazaire, il évoluait en tant que défenseur ou milieu récupérateur au sein du RC Haïtien dans les années 1970 et 1980.

## Biographie

### Carrière en sélection
International haïtien de 1977 à 1992, "Goebbels" Cadet prend part à la Coupe des nations de la CONCACAF 1977, qui coïncide avec le tour final des éliminatoires de la Coupe du monde de 1978 (3 matchs disputés), puis enchaîne avec les qualifications de la Coupe caribéenne des nations 1979 qu'Haïti finira par remporter. 
Lors de la Coupe des nations de la CONCACAF 1981, il marque son seul but international contre le Mexique, le 11 novembre 1981, d'une lourde frappe du pied gauche de près de 30 mètres à la 47e minute avant qu'Hugo Sánchez n'égalise à trois minutes de la fin,.
Il aura encore l'occasion de jouer six rencontres de la Coupe des nations de la CONCACAF 1985 et prend sa retraite internationale après un dernier match disputé face aux Bermudes, le 24 mai 1992, dans le cadre des éliminatoires du mondial 1994.

## Palmarès

### En équipe nationale
- Haïti
  - Finaliste de la Coupe des nations de la CONCACAF en 1977.